# Asabu (métro de Sapporo)
Asabu (麻生駅, Asabu-eki) est une station de la ligne Namboku du métro de Sapporo. Elle est située dans l'arrondissement de Kita à Sapporo, au Japon.

## Situation sur le réseau
Établie en souterrain, la station Asabu, terminus nord de la ligne Namboku est située avant la station Kita sanjuyo jo, en direction du terminus sud Makomanai.

## Histoire
La station Asabu est mise en service le 16 mars 1978, lors de l'ouverture à l'exploitation du prolongement de la ligne Namboku, de Kita nijuyo-jo au nouveau terminus d'Asabu.

## Services aux voyageurs

### Accès et accueil
La station est ouverte tous les jours.

### Desserte
Asabu est desservie par les rames qui circulent sur la ligne Namboku.

Installations et desserte
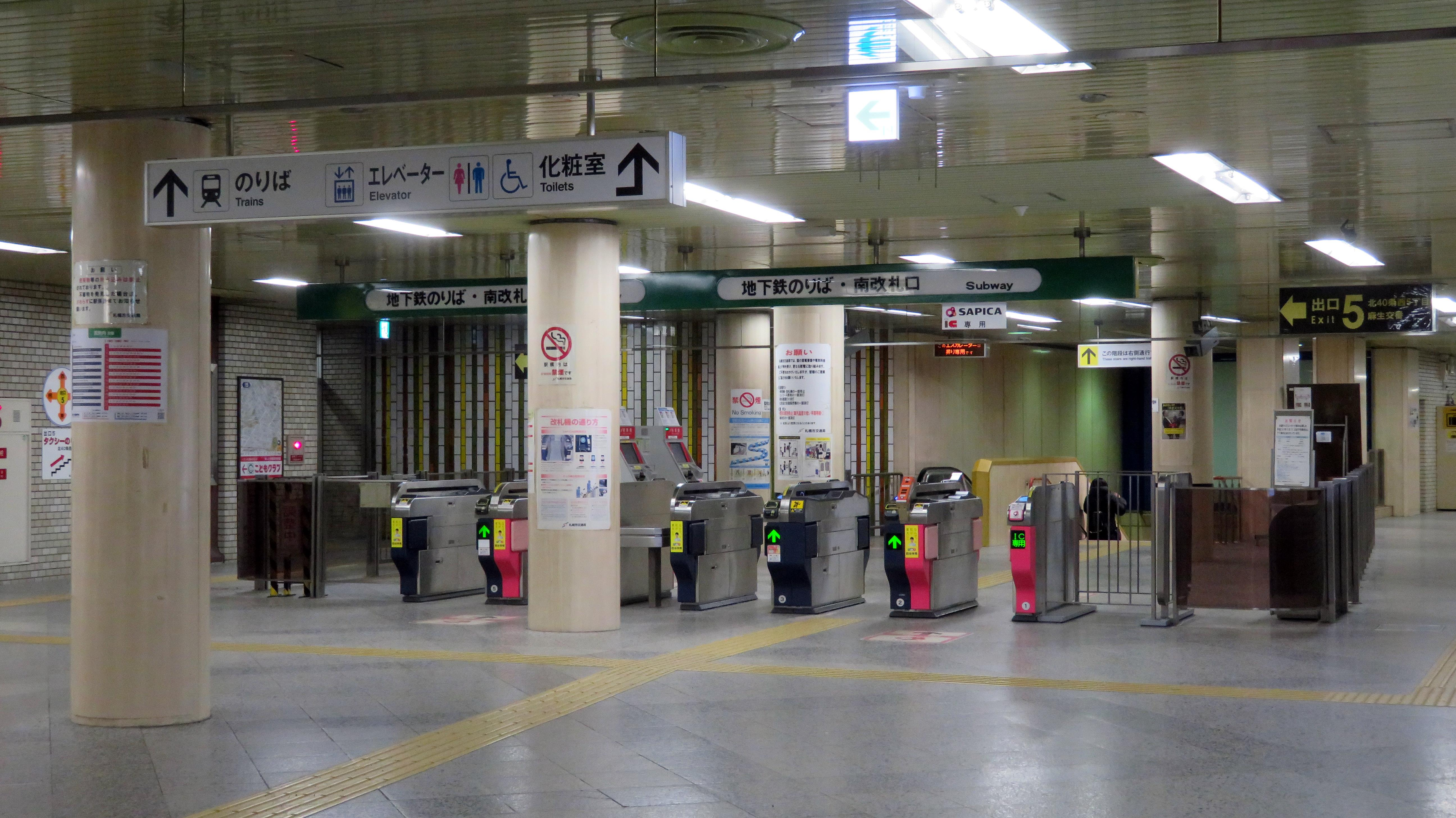
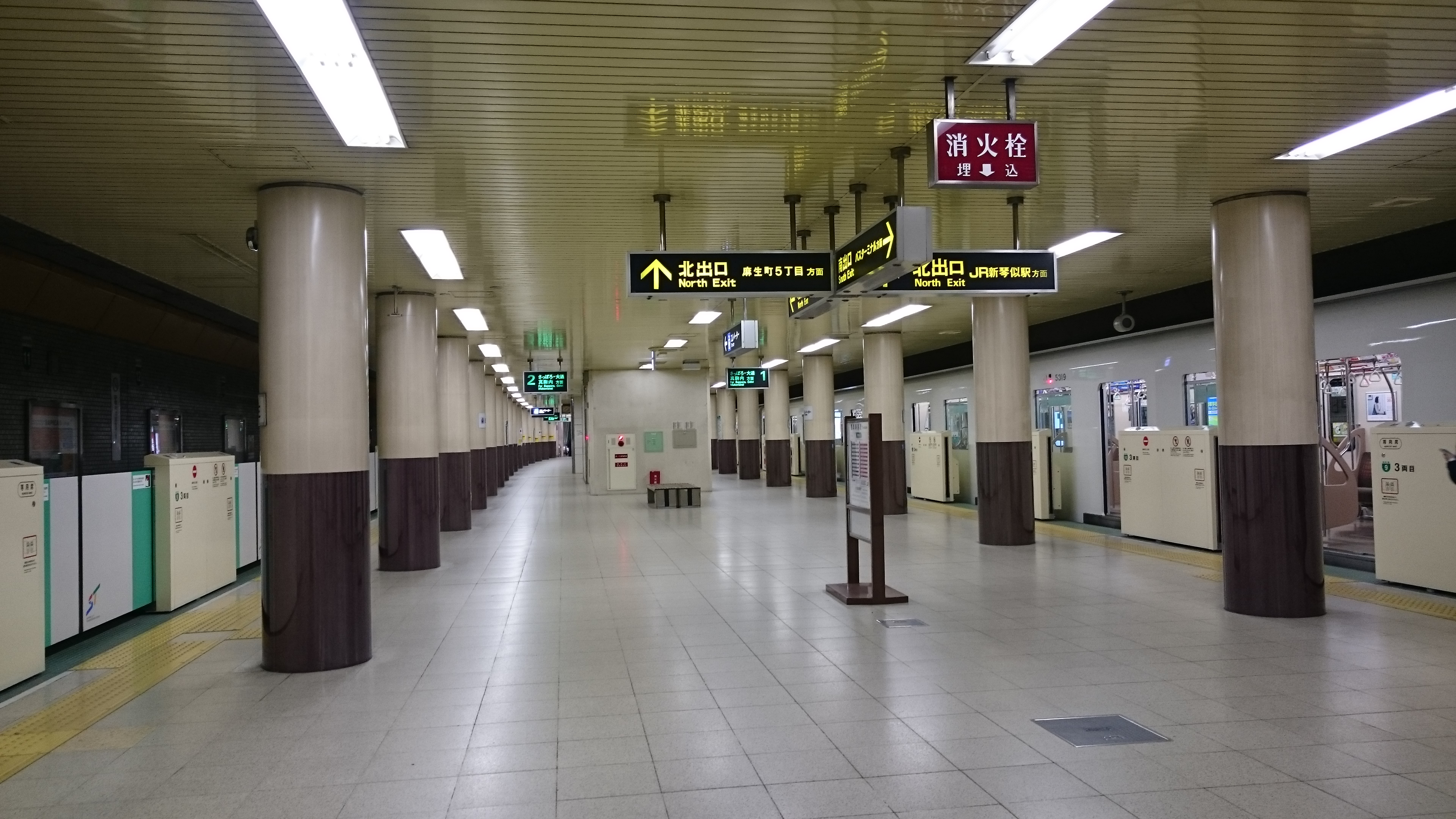

### Intermodalité
La gare de Shin-Kotoni de la ligne Sasshō est située à proximité.